# توني بنسون
توني بنسون (بالإنجليزية: Tony Benson)‏ هو عداء المسافات المتوسطة أسترالي، ولد في 20 مايو 1942.

## وصلات خارجية
- توني بنسون على موقع النتائج التاريخية لألعاب القوى الأسترالية (الإنجليزية)
- توني بنسون على موقع أوليمبيديا (الإنجليزية)
- توني بنسون على موقع اللجنة الأولمبية الأسترالية (الإنجليزية)